# Attaque-Quadrille
Attaque-Quadrille, op. 76, är en kadrilj av Johann Strauss den yngre. Den spelades troligen första gången i början av januari 1850 i Sofiensaal i Wien. Verket är, precis som Wiener-Garnison-Marsch (op. 77), ett försök från kompositörens sida att få allmänheten att glömma hans sympatier och bidrag till marsrevolten 1848.

## Historia
Kompositionen verkar ha tillkommit vintern 1849-50. Den var antagligen skriven för karnevalen i början av 1850 och framfördes troligen på en bal i Sofiensaal den 13 januari 1850. Om så var fallet presenterade Strauss två nya kadriljer den kvällen: Sofien-Quadrille (op. 75) och Attaque-Quadrille. Det hade varit mycket osannolikt för Strauss att framföra två helt nya verk vid ett och samma evenemang. Premiären av Sofien-Quadrille uppmärksammades av pressen både före och efter balen, medan ingen notis gjordes om Attaque-Quadrille. Därefter är det tyst i pressen om kadriljen tills en annons i Fremden-Blatt den 15 mars 1850. Programmet för en välgörenhetssoaré i Zum Sperl den 16 mars som ska ledas av Johann Strauss personligen listar kadriljen som den tionde av arton nummer. Verket beskrivs varken som premiärverk eller ens som "nytt". Kanske ligger lösningen på problemet i titeln. Den 12 januari 1850 publicerade tidningen Wiener Allgemeine Theaterzeitung karnevalskalendern för evenemang som skulle hållas i Sofiensaal. Där stod att läsa: "Från den 23 januari, varje onsdag 'Marsbaler'". Att framföra en Attaque-Quadrille vid en bal som förhärligar den romerska krigsguden Mars verkar logiskt, och det förefaller troligt att det var till en av dessa "Marsbaler" (alltså 23 januari 1850 tidigast) som Strauss skrev det nya verket.

## Om kadriljen
Ordet "Attaque" (attack) kommer från det militära och hänvisar till attacken i allmänhet och attacken av ett rytteri i synnerhet. År 1850 lydde Wien fortfarande under militär administration som ett resultat av revolutionen 1848. Därför fanns det också baler som fick sitt namn efter krigsguden Mars och hyllade militären. I österrikiska armén fanns en egen trumpetsignal som spelades i början av en attack. Signalen återfinns i klaverutdraget till kadriljen (före finalen) men saknas emellertid i det handskrivna orkestermaterialet. Man kan anta att den inte har noterats eftersom den var bekant för alla trumpetare i alla fall och välkänd för de andra musikerna. 
Speltiden är ca 6 minuter och 8 sekunder plus minus några sekunder beroende på dirigentens musikaliska tolkning.

## Weblänkar
- Dynastin Strauss 1850 med kommentarer om Attaque-Quadrille.
- Attaque-Quadrille i Naxos-utgåvan.